# Dmytro Nikitin
Dmytro Nikitin (né le 31 juillet 1999) est un athlète ukrainien, spécialiste du saut en hauteur.

## Carrière
En 2015, Dmytro Nikitin décroche la médaille d'argent des Championnats du monde cadets de Cali en égalant son record personnel à 2,18 m, battu seulement par l'Italien Stefano Sottile (2,20 m).
Après cette performance, il parvient peu à confirmer en 2016 et 2017. Sélectionné pour les Championnats d'Europe juniors de Grosseto en juillet 2017, l'Ukrainien arrive aux championnats avec une meilleure performance de l'année à 2,15 m. En finale, il franchit 2,17 m au 3e essai puis bat son record avec 2,20 m (au 2e) avant d'effacer 2,22 m au 3e essai. En 4e position provisoire, il efface dès sa première tentative 2,24 m et se place en médaillé de bronze. Il échoue 2 fois à 2,26 m, barre que Maksim Nedasekau et Tom Gale franchissent. Nikitin garde son dernier essai pour la barre suivante, 2,28 m, qu'il franchit. Il bat donc de nouveau son record personnel, de 10 centimètres. Il échoue à 2,30 m, que le Biélorusse Nedasekau réussit avant d'améliorer avec 2,33 m. L'Ukrainien remporte donc l'argent derrière celui-ci mais devant Tom Gale (2,28 m également), au bénéfice des essais.

## Palmarès
| Date | Compétition                   | Lieu     | Résultat | Marque |
| ---- | ----------------------------- | -------- | -------- | ------ |
| 2015 | Championnats du monde cadets  | Cali     | 2e       | 2,18 m |
| 2016 | Championnats d'Europe cadets  | Tbilissi | 3e       | 2,12 m |
| 2017 | Championnats d'Europe juniors | Grosseto | 2e       | 2,28 m |
| 2018 | Championnats du monde juniors | Tampere  | 9e       | 2,16 m |
| 2019 | Championnats d'Europe espoirs | Gävle    | 7e       | 2,16 m |

## Records
| Épreuve         | Épreuve   | Marque | Lieu            | Date                                                                                          |
| --------------- | --------- | ------ | --------------- | --------------------------------------------------------------------------------------------- |
| Saut en hauteur | Plein air | 2,28 m | Grosseto        | 22 juillet 2017                                                                               |
| Saut en hauteur | En salle  | 2,15 m | Kiev Soumy Lviv | 20 février 2015 18 janvier 2019 26 janvier 2019 7 février 2019 8 février 2019 22 février 2019 |